# Hubschrauberstützpunkt Farka

i7
i11
i13
Der Hubschrauberstützpunkt Farka (albanisch Baza Ajrore Farka; englisch Farka Air Base) ist die Basis der Albanischen Luftstreitkräfte südöstlich der Hauptstadt Tirana in Mittelalbanien. Für die albanischen Luftstreitkräfte, die lediglich über 19 Hubschrauber (Ende 2022), aber keine Kampfflugzeuge verfügt, ist der Hubschrauberstützpunkt in Farka das Zentrum der Aktivitäten. Daneben nutzt sie noch den Militärflugplatz Kuçova nördlich von Berat.

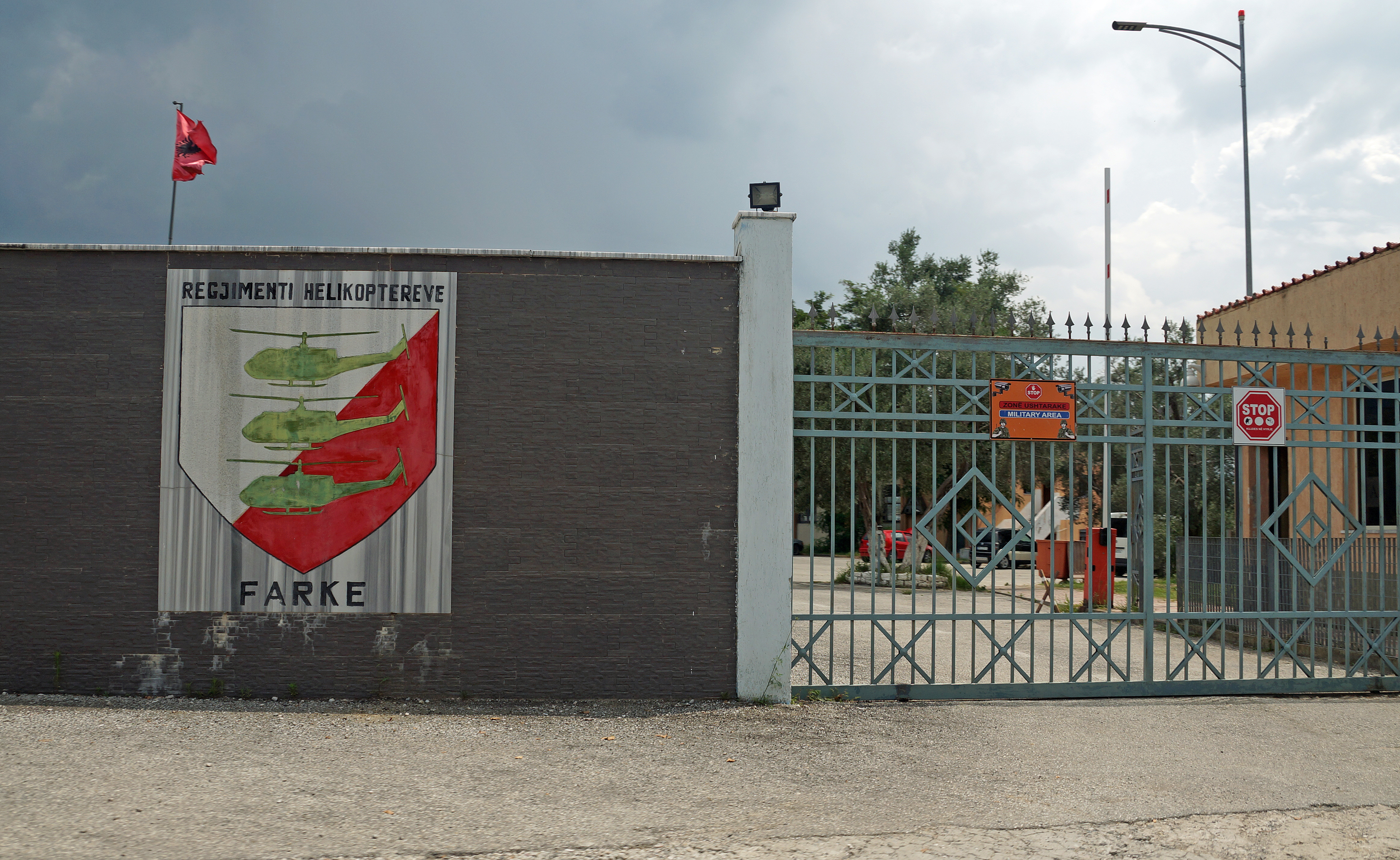
Eingang zur Basis (2018)

Das Militärgelände grenzt direkt an die Häuser des Dorfes Farka. Ein Helipad liegt etwas südlich, durch eine Straße und Wohnhäuser getrennt. Weitere Landeplätze ziehen sich über eine Strecke von über 750 Meter nach Nordosten. Sie sind von Hügel umgeben, Ausläufer des Mali i Priskës. Es stehen ein halbes Dutzend Hangar zur Verfügung (2022), daneben Werkstätten und ein Tower.

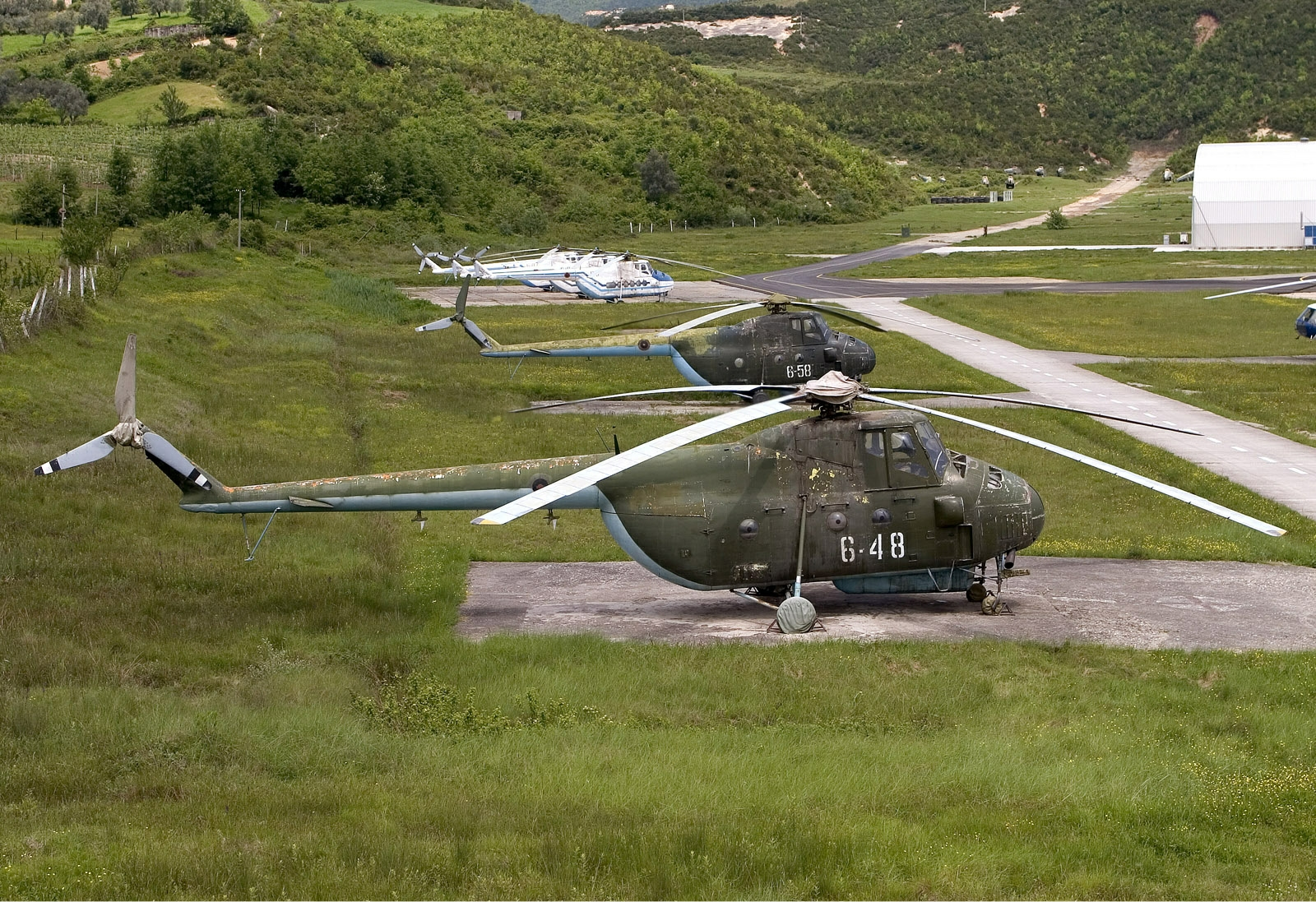
Mehrere Harbin Z-5 in Farka (2006)

Die albanische Luftwaffe verfügt seit 1957 über Hubschrauber. Damals wurden drei sowjetische Mil Mi-1 und ein Mil Mi-4 vom neu gegründeten Lufttransporttruppe in Betrieb genommen. 1967 kamen 30 Mi-4 aus chinesischer Produktion (Harbin Z-5) hinzu, und das 1. Hubschrauberregiment wurde gegründet. Der Hubschrauberstützpunkt in Farka ist seit Dezember 1967 in Betrieb.

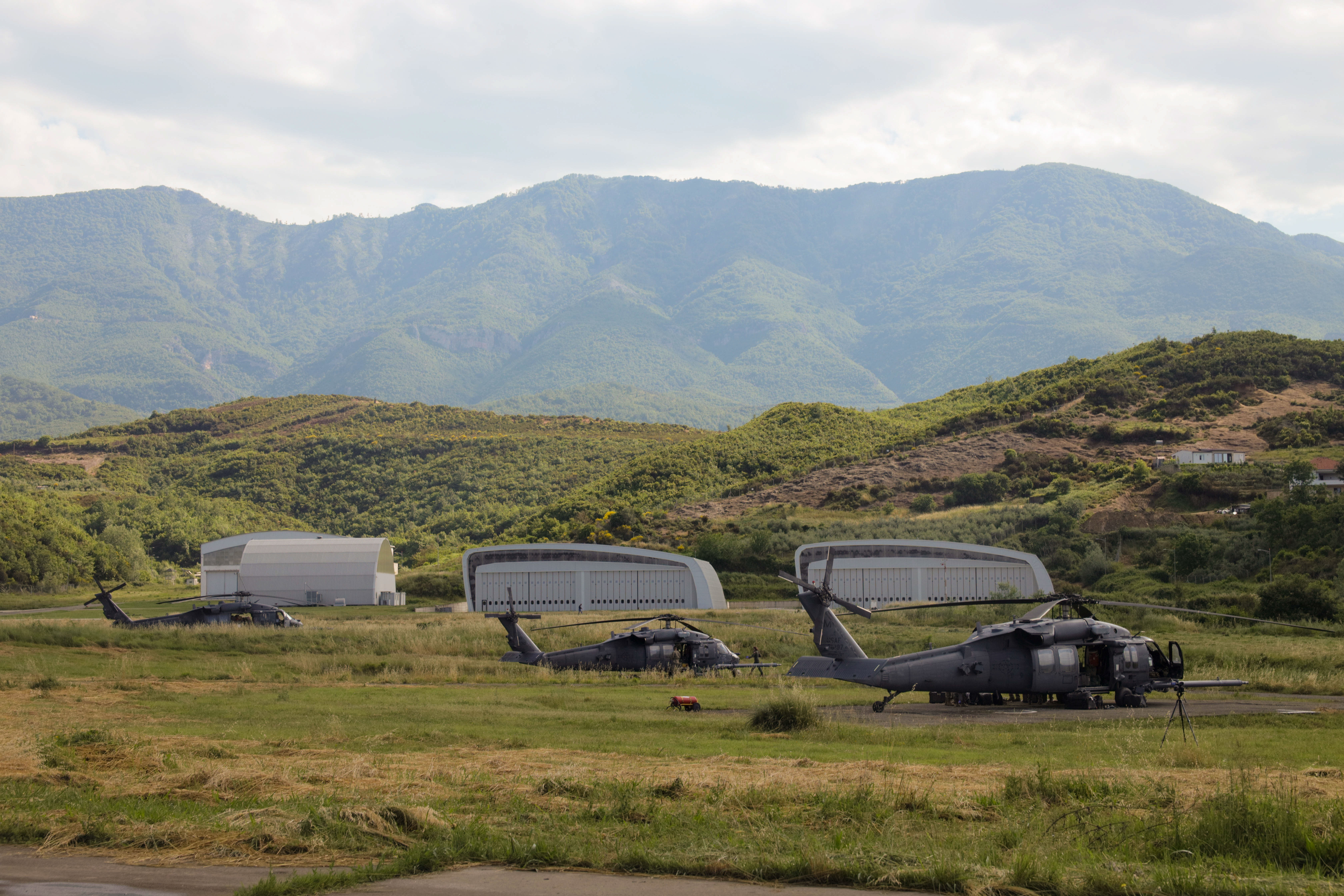
Amerikanische Hubschrauber zu Gast auf dem Stützpunkt mit den neuen Hangars im Hintergrund

In den Jahren 2013/14 hat Albanien drei Aérospatiale AS 332 (Super Puma/Cougar) erhalten. 2023 wurde in Farka mit dem Bau neuer Hangars für die Sikorsky UH-60 Black Hawks begonnen, die der albanische Luftwaffe teilweise von den USA gespendet wurden. Die hohen Kosten für die beiden Hangars wurden in den Medien kritisiert.
Das Hubschrauberregiment erfüllt bis heute vor allem Transport- und Rettungsaufgaben: Neben Transporten von Persönlichkeiten (VIP) stehen Transporte von Verunfallten und Kranken (MedEvac) im Vordergrund. Daneben kommen die Hubschrauber bei Rettungsaktionen, Waldbränden und anderen Naturkatastrophen sowie zum Transport von Hilfsgütern in Notsituationen zum Einsatz.